# Barka (rijeka)
Barka (arapski: nahr Baraka; talijanski: fiume Barca) je rijeka u Eritreji i Sudanu, koja teče od Eritrejske visoravni do ravnica Sudana. 

## Tok rijeke
Duga je preko 640 km, izvire neposredno izvan Asmare i teče u sjeverozapadnom smjeru kroz Agordat. U blizini granice sa Sudanom prima pritok Ansebu.
U Sudanu Barka sezonski teče do delte na Crvenom moru, u blizini grada Tokara.

## Vanjske poveznice
|  | Zajednički poslužitelj ima još gradiva o temi Barka (rijeka) |